# Струмковий тритон
Струмковий тритон (Calotriton) — рід земноводних підродини Pleurodelinae родини саламандрові. Має 2 види. Раніше вони входили до роду острівних гірських тритонів. Лише у 2005 році визнано як самостійний рід.

## Опис
Загальна довжина представників цього роду коливається від 10 до 14 см. Спостерігається статевий диморфізм: самиці більші за самців. Голова відносно пласка. Очі невеликі з горизонтальними зіницями. Особливістю цих амфібій є наявність кутоподібного горлового резонатора-мішечка у самця. Також вони позбавлені залоз паротоїд. Тулуб кремезний. Шкіру вкрито горбиками або бородавками, іноді своєрідними шипиками. Кінцівки потужні. Хвіст доволі чіпкий, що дозволяє швидко пересуватися у гірських течіях. У самців на лапах відсутні шлюбні мозолі-шпори. Забарвлення переважно сіре, чорне, коричневе, іноді з дрібними світлими цятками.

## Спосіб життя
Полюбляють скелясті, гірські місцини неподалік від струмків, де проводять значний час. Звідси походить назва цього роду земноводних. Зустрічаються на висоті до 3000 м над рівнем моря. Активні переважно вночі. Живляться різними безхребетними.
Це яйцекладні амфібії. Самиці відкладають яйця, прикріплюючи їх до каміння або рослин, що знаходяться у воді.

## Розповсюдження
Мешкають на півночі Іспанії, в Андоррі, та деяких районах південної Франції.

## Види
- Calotriton arnoldi
- Calotriton asper